# Kiyohara no Motosuke
Kiyohara no Motosuke (清原元輔?) (908-990) fue un poeta waka y noble japonés del período Heian. Su hija fue la famosa poeta y autora Sei Shōnagon, famosa hoy día por su diario Makura no Sōshi. Fue designado miembro de los treinta y seis poetas inmortales y uno de sus poemas fue incluido en la famosa antología Ogura Hyakunin Isshu. Su carrera en la corte incluye el haber sido gobernador de las provincias de Kawachi y Higo.
Como uno de los Cinco hombres de la cámara de la pera (梨壺の五人), Kiyohara no Motosuke asistió a la recopilación del Gosen Wakashū. También trabajó en la compilación del kundoku (訓読), lecturas de textos del Man'yōshū.
Los poemas de Kiyohara no Motosuke están incluidos en varias antologías de poesía oficiales, incluyendo el Shūi Wakashū. También se mantiene una colección personal conocida como Motosukeshū (元輔集).